# Serradilla
Serradilla là một đô thị trong tỉnh Cáceres, Extremadura, Tây Ban Nha. Theo điều tra dân số 2004 (INE), đô thị này có dân số là 1832 người.